# Alcotán (transporte)
El Grupo Alcotán es una empresa asturiana de transportes en servicio de autobús. 
Realiza un trayecto diario desde la ciudad de Oviedo a las localidades de la Cuenca del Nalón.

## Historia
Fue en 1927 cuando D. Manuel Menéndez inauguró la línea de transporte desde Oviedo a Pola de Laviana. D. Manuel Menéndez puso a su empresa el nombre de El Carbonero S.A., ya que él se dedicaba al almacenamiento y venta de carbón. Con sus beneficios y rudimentarios medios, comienza a ofrecer viajes por Gijón y ocasionalmente hasta el puerto de La Coruña. Finalmente en la década de 1920 comienza a ofrecer automóviles, sustituyendo a los carruajes de tracción animal. El Carbonero S.A. nace en 1927 y durará hasta 1980, donde cambia su nombre por el actual Alcotán (nombre del primer globo del célebre aeronáuta Jesús Fernández Duro, natural de la Cuenca del Nalón), que se constituye como Cooperativa de Trabajo Asociado ese mismo año. Desde la empresa matriz Alcotán, se desarrollaron varias sociedad anónimas: Asturbús (con viajes desde la Cuenca del Nalón a Gijón), Trasnalón (servicio discrecional), Icaro Tours (agencia de viajes), Traslaviesca (actividades hoteleras), Eurotrans (servicio internacional), Cetralan (talleres, transporte de mercancías...), Busuniversidad, Consorcio de Transportes del Valle del Nalón: Autobuses de Langreo (autobuses que viajan por el casco urbano del municipio de Langreo y del resto del Valle). Comúnmente se sigue conociendo como "El Carbonero", debido también a la tradición minera de la zona.

## Trayecto Alcotán
- Ruta 1
  - Oviedo
  - San Esteban de las Cruces
  - Tudela Veguín
  - Frieres
  - Riaño
  - Barros
  - La Felguera
  - Sama
  - Ciaño
    - El Entrego
    - Sotrondio
    - Blimea
    - Barredos
    - Pola de Laviana
      - La Foz

- Ruta 2

- - Oviedo
  - Anieves
  - Tudela de Agüeria
  - Tudela Vegúin
  - Frieres
  - Riaño
  - Barros
  - La Felguera
  - Sama
  - Ciaño
    - El Entrego
    - Sotrondio
    - Blimea
    - Barredos
    - Pola de Laviana
      - Foz

- Ruta 3 (directo)

- - Oviedo
  - Riaño
  - Barros
  - La Felguera
  - Sama
  - Ciaño
    - El Entrego
    - Sotrondio
    - Blimea
    - Barredos
    - Pola de Laviana

Exceptuando el periodo estival, el trayecto desde Oviedo hasta Ciaño se realiza cada 30 minutos. Dependiendo del momento del día, se dispone un solo autobús desde Oviedo o dos, uno hasta La Felguera y otro que continúa hasta Sama, ambos siguiendo la ruta 3. Los que siguen la ruta 1 y 2 salen desde Oviedo cada 60 minutos.

## Trayecto Autobuses de Langreo
- Villa (Riaño) 2 parada
- Barros 1 parada
- La Felguera 6 paradas
- Sama 3 paradas
- Ciaño 2 paradas
- El Entrego 4 paradas
- Sotrondio 3 paradas
- Blimea 2 paradas
- Barredos 2 paradas
- Pola de Laviana 3 paradas

El servicio se realiza cada 20 minutos y cuenta con servicio de búho.